# Blaesoxipha inagua
Blaesoxipha inagua är en tvåvingeart som beskrevs av Thomas Pape 1994. Blaesoxipha inagua ingår i släktet Blaesoxipha och familjen köttflugor.
Artens utbredningsområde är Bahamas. Inga underarter finns listade i Catalogue of Life.